# Liste der denkmalgeschützten Objekte in Lamprechtshausen
Die Liste der denkmalgeschützten Objekte in Lamprechtshausen enthält die 7 denkmalgeschützten, unbeweglichen Objekte der Gemeinde Lamprechtshausen.

## Denkmäler
| Foto |                 | Denkmal                                                                                            | Standort                                                  | Beschreibung | Metadaten |
| ---- | --------------- | -------------------------------------------------------------------------------------------------- | --------------------------------------------------------- | --- | --- |
| ja   | Datei hochladen | Ehem. Mesnerhaus, Volksschule und Museum HERIS-ID: 15884 Objekt-ID: 12136                          | Stille Nacht-Platz 1 Standort KG: Arnsdorf                | Die Volksschule Arnsdorf ist die älteste noch in Betrieb stehende Schule Österreichs. Hier wohnte und arbeitete eine Zeitlang der Lehrer Franz Xaver Gruber, der Komponist des Weihnachtsliedes Stille Nacht heilige Nacht. Das Gebäude beherbergt heute auch das Stille-Nacht-Museum.                                                                                                 | BDA-Hist.: Q37801251 Status: § 2a Stand der BDA-Liste: 2025-06-30 Name: Ehem. Mesnerhaus, Volksschule und Museum GstNr.: 1023/1 Volksschule Arnsdorf               |
| ja   | Datei hochladen | Bauernhof, Seppengut/Seppenbauer HERIS-ID: 15896 Objekt-ID: 12148                                  | Reit 3 Standort KG: Arnsdorf                              | | BDA-Hist.: Q37801400 Status: Bescheid Stand der BDA-Liste: 2025-06-30 Name: Bauernhof, Seppengut/Seppenbauer GstNr.: .61 Seppengut Reit, Lamprechtshausen          |
| ja   | Datei hochladen | Kath. Wallfahrtskirche hl. Maria, Maria im Mösl in Niederarnsdorf HERIS-ID: 15894 Objekt-ID: 12146 | Standort KG: Arnsdorf                                     | → Hauptartikel : Maria am Mösl f1 | BDA-Hist.: Q1896469 Status: § 2a Stand der BDA-Liste: 2025-06-30 Name: Kath. Wallfahrtskirche hl. Maria, Maria im Mösl in Niederarnsdorf GstNr.: .71 Maria am Mösl |
| ja   | Datei hochladen | Kath. Pfarrkirche hl. Martin HERIS-ID: 15888 Objekt-ID: 12140                                      | Hauptstraße Standort KG: Lamprechtshausen                 | Die Pfarrkirche steht, vom Friedhof umgeben, in der Mitte der Gemeinde. Der zweijochige Chor ist spätgotisch, das höhere Langhaus wurde im Jahr 1905 allerdings stark umgebaut. Der hohe romanische Turm östlich des Chors stammt noch aus dem 13. Jahrhundert und ist ein unverputzter Quaderbau. Der Hochaltar und die Seitenaltäre vom Anfang des 20. Jahrhunderts sind neugotisch. | BDA-Hist.: Q37801290 Status: § 2a Stand der BDA-Liste: 2025-06-30 Name: Kath. Pfarrkirche hl. Martin GstNr.: 3 Pfarrkirche Lamprechtshausen                        |
| ja   | Datei hochladen | Pfarrhof HERIS-ID: 15889 Objekt-ID: 12141                                                          | Franz Xaver Gruber-Straße 4 Standort KG: Lamprechtshausen | | BDA-Hist.: Q37801298 Status: § 2a Stand der BDA-Liste: 2025-06-30 Name: Pfarrhof GstNr.: 73 Pfarrhof Lamprechtshausen                                              |
| ja   | Datei hochladen | Vikarstöckl, ehem. Pfarrhof HERIS-ID: 15890 Objekt-ID: 12142                                       | Standort KG: Lamprechtshausen                             | Das Pfarrerstöckl, Pfarrstöckl oder Vikarstöckl, früher gelegentlich auch Kaplanstöckl genannte Gebäude stammt aus dem 15. Jahrhundert und diente den aus der Benediktinerabtei Michaelbeuern kommenden Vikaren (die Pfarre war dieser unterstellt) als Amtsstube. Der Bau wurde 1684 repariert und zuletzt 1995 außen renoviert.                                                      | BDA-Hist.: Q37801308 Status: § 2a Stand der BDA-Liste: 2025-06-30 Name: Vikarstöckl, ehem. Pfarrhof GstNr.: 3 Former rectory Lamprechtshausen                      |
| ja   | Datei hochladen | Kath. Filialkirche hl. Alban HERIS-ID: 15893 Objekt-ID: 12145                                      | St. Alban Standort KG: St. Alban                          | → Hauptartikel : Sankt Alban (Gemeinde Lamprechtshausen)#Kultur und Bauten f1 | BDA-Hist.: Q1359388 Status: § 2a Stand der BDA-Liste: 2025-06-30 Name: Kath. Filialkirche hl. Alban GstNr.: 283 Filialkirche St. Alban, Lamprechtshausen           |